# 楠蒂斯
楠蒂斯是巴西圣保罗州的一个市镇。总面积285.415平方公里，总人口2482人，人口密度8.7人/平方公里。